# Even weg
Even weg is een studioalbum uit 2018 van Boudewijn de Groot samen met de Nederlandse tributeband The Dutch Eagles. 

## Achtergrond
Boudewijn de Groot is al sinds het midden van de jaren zestig succesvol als zanger/liedschrijver. Hij is o.a. bekend geworden met Het Land van Maas en Waal, Welterusten, meneer de president, Jimmy en Avond. Dutch Eagles is een tributeband die vooral nummers speelt van de Amerikaanse countryrock-band the Eagles en aanverwante artiesten.
De Groot was de jaren voorafgaand aan dit album bezig met de gelegenheidsband Vreemde Kostgangers, maar had voldoende inspiratie om ook liedjes te schrijven, die in die band niet gebruikt konden worden. Op dit album staan dan ook eigen liedjes waarvoor Boudewijn de Groot de teksten heeft geschreven en de Dutch Eagles de melodieën hebben aangeleverd. Op zijn eerdere albums schreef Boudewijn meestal zelf de melodieën van zijn liedjes en liet hij de teksten aan anderen over. De teksten liggen soms dicht bij zijn eerdere werk. 
De invloed van the Eagles is in de meeste nummers duidelijk aanwezig, met countryrock elementen en harmonieuze koortjes. Het nummer Wachten doet denken aan de Eagles-hit Lyin' Eyes. De stoet is een humoristisch liedje over een begrafenis waar van alles misgaat. Maar niet heus is een protestlied in de stijl van Welterusten, meneer de president. Het album is opgenomen tussen 20 augustus en 18 september 2018 en geproduceerd door Jaco van der Steen en André Kemp in de Exalto Studio’s in Haarlem.

## Tracklist
| Nr. | Titel                                                                          | Duur |
| --- | ------------------------------------------------------------------------------ | ---- |
| 1.  | Nachtegaal (Boudewijn de Groot, Jaco van der Steen, André Kemp)                | 4:13 |
| 2.  | De boom (Boudewijn de Groot, Jaco van der Steen, André Kemp)                   | 3:49 |
| 3.  | Verloren liefde (Boudewijn de Groot, Jaco van der Steen, André Kemp)           | 2:43 |
| 4.  | Dialogen (Boudewijn de Groot, Jaco van der Steen)                              | 3:29 |
| 5.  | Even weg (Boudewijn de Groot, Jaco van der Steen, André Kemp)                  | 4:38 |
| 6.  | Niemandsdorp (Boudewijn de Groot, Jaco van der Steen, André Kemp, Dennis Wind) | 6:06 |
| 7.  | De stoet (Boudewijn de Groot, Jaco van der Steen, Arto Boyadjian)              | 5:03 |
| 8.  | Wissels (Boudewijn de Groot, Jaco van der Steen, Arto Boyadjian)               | 4:08 |
| 9.  | Vliegveld (Boudewijn de Groot, Jaco van der Steen, André Kemp)                 | 3:56 |
| 10. | Waar wacht ik nog op (Boudewijn de Groot, Jaco van der Steen, André Kemp)      | 4:23 |
| 11. | Wachten (Boudewijn de Groot, Jaco van der Steen, Arto Boyadjian, André Kemp)   | 4:43 |
| 12. | Maar niet heus (Boudewijn de Groot, Jaco van der Steen, André Kemp)            | 3:03 |
| 13. | Avondreis (Boudewijn de Groot, Jaco van der Steen, Dennis Wind)                | 5:21 |

### Bonustracks
Bij dit album is een bonussingle gevoegd met ingetogener uitvoeringen van Nachtegaal en Verloren liefde. Deze bonustracks zijn opgenomen in de Artone Studio in Haarlem. 
- Nachtegaal - Boudewijn de  Groot/Jaco van der Steen/ André Kemp - (3:52)
- Verloren liefde - Boudewijn de  Groot/Jaco van der Steen/ André Kemp - (3:01)

De boom, Nachtegaal en Maar niet heus verschenen op single, maar haalden geen hitnotering.

## Muzikanten
The Dutch Eagles bestaat uit de volgende muzikanten:
- Jaco van der Steen - basgitaar, zang
- Dennis Wind - gitaar, zang
- André Kemp - drumstel, zang
- Ruben van Mastrigt - toetsinstrumenten, zang
- Arto Boyadjian  - gitaar, zang
- Ivo Dinkelaar -  gitaar, zang

## Noteringen
Het album kwam op 24 november 2018 de Album Top 100 binnen op plaats 6 en zakte in de navolgende zes weken de Top 100 uit. In Vlaams België haalde het de 28e plaats en acht weken notering in de Top 200.